# Данилків Євген Васильович
Євге́н Васи́льович Дани́лків (6 січня 1999, с. Біла, Тернопільська область, Україна — 28 березня 2022, поблизу м. Запоріжжя, Україна) — український військовослужбовець, солдат Збройних Сил України, учасник російсько-української війни, що загинув у ході російського вторгнення в Україну в 2022 році.

## Життєпис
Народився 6 січня 1999 року в селі Білій, нині Білівської громади Тернопільського району Тернопільської області України.
Закінчив Білецьку загальноосвітню школу, ВПУ. Був членом ФК с. Біла.
Два роки мешкав у Польщі, а після повернення в Україну одразу ж уклав контракт на три роки зі Збройними Силами України.
Загинув 28 березня 2022 року внаслідок підриву на фугасі поблизу м. Запоріжжя. Похований 3 квітня 2022 року в родинному селі.

## Нагороди
- Орден «За мужність» III ступеня (31 травня 2022, посмертно) — за особисту мужність і самовіддані дії, виявлені у захисті державного суверенітету та територіальної цілісності України, вірність військовій присязі[1].

## Вшанування пам'яті
28 березня 2023 року на фасаді Білівської загальноосвітньої школи відкрито меморіальну дошку Євгенові Данилківу.